# ボンバーマン名曲集&オリジナル・サウンド・トラック
『ボンバーマン名曲集&オリジナル・サウンド・トラック』は、1990年12月24日に発売されたサウンドトラックCD。ボンバーマンシリーズのサウンドトラックCDの一つである。

## 概要
PCエンジン版『ボンバーマン』とファミコン版『ボンバーマン』のBGMが収録されている他、PCエンジン版楽曲をアレンジした「スーパーアレンジヴァージョン」が収録されたサウンドトラック。
「MUSIC FROM BOMBERMAN」とも呼ばれている。

## 収録曲
トラック1～3までがスーパーアレンジヴァージョン。
1. ボンバーマン(BGM#1)
2. シェイク・イット・アップ(BGM#2&#3)
3. ボンバー・アタック(タイトル、パワー・アップ&バトル)
トラック4～26までがPCエンジンボンバーマン オリジナル・サウンド・トラック
4. タイトル
5. エンドストーリー
6. オープニングデモ
7. マップ表示
8. ステージスタート
9. BGM1
10. BGM2
11. BGM3
12. BGM無敵
13. BGM最終ボス
14. プレイヤーアウト
15. ゲームオーバー
16. ステージクリア
17. 通信VS全部負け
18. エンディングデモ
19. スタッフロール
20. VS対戦BGM
21. VS勝利
22. VS優勝
23. VSあいこ
24. ボスBGM
25. 最終面スタート
26. 通信VS負け
以下ファミコンボンバーマン オリジナル・サウンド・トラック
27. タイトル
28. ゲームスタート
29. ノーマルBGM
30. アイテム取得後BGM
31. 無敵BGM
32. ボーナスBGM
33. エンディング
34. プレイヤーアウト
35. ゲームオーバー
36. ステージクリア

## スタッフ
（出典:）
- 作曲・編曲：竹間淳
- レコーディング&ミキシング・エンジニア：岡部潔
- アシスタント・エンジニア：三好信治
- ディレクター：園田芳伸（パストラル・サウンド）
- プロデューサー：清水始、梶野竜太郎、池田壮平
- エグゼクティブ・プロデューサー：工藤裕司

### ミュージシャン
ボンバーマン(BGM#1)
- ドラムス：川口雷二
- ウッド・ベース：大坪寛彦
- アコーディオン&キーボード：竹間淳
- フラメンコ&エレクトリック・ギター：高木潤一
- マンドリン：柴田英次
- ウード：常味裕司
- ヴァイオリン、ゼータ・システム、ヴァイオリン&ヴォイス：太田恵資

ヴォイス：葛西千夏
シンセサイザ・プログラミング：菱田吉美
シェイク・イット・アップ(BGM#2&#3)
- キーボード&ドラム・マシン：竹間淳
- フラメンコ・ギター：高木潤一
- マンドリン：柴田英次
- ウード：常味裕司
- ヴァイオリン&ヴォイス：太田恵資
- ヴォイス：葛西千夏
- シンセサイザ・プログラミング：菱田吉美

ボンバー・アタック(タイトル、パワーアップ&バトル)
- キーボード&ドラム・マシン：竹間淳
- スライド・ギター：柴田英次
- ヴォイス・サンプル：太田恵資
- ヴォイス：葛西千夏
- シンセサイザ・プログラミング：菱田吉美